# Ronald MacLean Abaroa
Henry Ronald Martín MacLean Abaroa (La Paz, Bolivia; 11 de marzo de 1949) es un político boliviano actualmente retirado (de la política boliviana). Es bisnieto de Eduardo Abaroa, héroe que luchó durante la Guerra del Pacífico en 1879 tras la invasión chilena al territorio de Bolivia y la alianza con Perú. También tiene ascendencia británica por vía paterna.[cita requerida]
Fue elegido alcalde la ciudad de La Paz entre los años 1987 a 1991, bajo el alero de la Acción Democrática Nacionalista (ADN), partido del expresidente ya fallecido Hugo Banzer Suárez. Tras una reñida elección en 1991 quedó en segundo lugar tras la victoria de Julio Mantilla del partido CONDEPA, liderado por Carlos Palenque. Tras la victoria de Hugo Banzer y la ADN en 1997, fue nombrado ministro de Relaciones Exteriores hasta el año 2002.
Fue candidato a la presidencia por ADN el año 2002. 
Funcionario del Banco Mundial para temas de trasparencia y gobernanza.    
Vocero de la firma encargada de la construcción del Canal de Nicaragua.
En 2019 vuelve a la política como jefe de campaña del candidato por CREEMOS, Luis Fernando Camacho, en las elecciones generales de 2020.